# Jenga
Jenga is een spel van fysieke en mentale behendigheid gemaakt door de Britse Leslie Scott (1955), en in 1983 op de markt gebracht door de Milton Bradley Company (MB), een afdeling van Hasbro. In Jenga halen de spelers om de beurt een blok uit de toren en leggen die bovenop, zo ontstaat in de loop van het spel een steeds hogere en instabielere toren. Het woord Jenga is de gebiedende wijs van kujenga, dat in het Swahili "bouwen" betekent. Het spel is geschikt voor mensen van alle leeftijden. Er zijn verschillende varianten gemaakt op dit spel, een bekend voorbeeld hiervan is Strip-Jenga.

## Regels
Jenga wordt gespeeld met 54 houten blokken, elk blok heeft een lengte-breedteverhouding van 3:1 en is iets minder hoog dan het breed is. Ze hebben ook verschillende dikten. De blokken worden gestapeld in de vorm van een toren, elke laag bestaat uit drie blokken die plat naast elkaar liggen, en elke laag is loodrecht geplaatst op de vorige. Een Jengatoren bestaat dus uit 18 lagen. Omdat het stapelen van de blokken moeilijk kan zijn, is een plastic bakje meegeleverd als hulpmiddel.
Zodra de toren is gebouwd, mag de speler die hem heeft gebouwd, beginnen. De speler neemt een blok uit een willekeurige laag onder de bovenste drie lagen en legt het blok boven op de toren. Hierbij mag slechts één hand worden gebruikt, de toren mag ook alleen met één hand tegelijk aangeraakt worden. Hierna is de beurt voorbij. Als de volgende speler van mening is dat de toren gaat omvallen, mag hij nog tien seconden wachten voordat de beurt verdergaat.
Het spel eindigt wanneer de toren omvalt. De verliezer is degene die de toren laat omvallen (de speler die aan de beurt was toen de toren viel).
Touch 'n Go, deze spannende variant geeft het spel een nieuwe variatie. Het blok dat de speler aanraakt dient te worden getrokken. Geen enkel ander blok mag worden getrokken uit de stapel. Twee handen zijn bij deze variant toegestaan.
Een andere variant van dit spel is "Timber", waarbij de toren bestaat uit lagen van rode, gele en blauwe blokken. Hierbij dient telkens een kleur te worden gegooid met een dobbelsteen en mag alleen een blok van de gegooide kleur uit een willekeurige laag worden gepakt. Dit maakt het spel moeilijker en uitdagender.

## Wiskundige analyse
Uri Zwick heeft een wiskundige analyse gemaakt van het spel met behulp van technieken uit de combinatorische speltheorie, aangenomen dat de spelers volmaakt stabiele handen hebben en dat het spel dus pas eindigt als een speler wordt gedwongen tot het weghalen van een blok dat absoluut nodig is voor het evenwicht van de toren. In een spel met twee spelers begint men met een toren van n ≥ 4 lagen, de eerste speler kan alleen winnen als en slechts dan als n niet deelbaar is door 3.

## Trivia
- In het programma IJSSTRIJD! wordt dit spel gespeeld in de finale. De toren bestaat dan uit ijsblokken en de kandidaten moeten dan in twee minuten tijd zoveel mogelijk blokken uit de toren halen zonder dat deze omvalt om zo prijzen te winnen.
- Ook in het programma De Alleskunner VIPS werd dit spel gespeeld in de finale om te beslissen wie de titel "Alleskunner" en de bijbehorende beker kreeg.
- In aflevering 4 van het derde seizoen van Heel Holland Bakt Kids moesten de deelnemers een Jenga-toren van koekjes bakken.
- In het programma Een jaar van je leven moesten de deelnemers Wendy en Rupert dit spel spelen als eliminatieduel. Rupert verloor en moest het programma verlaten.
- In maart 2025 werd door Target Darts een legendarische promotiewedstrijd tussen de darters Luke Littler en Phil Taylor aangekondigd die op 1 april zou plaatsvinden. Dit was een 1 aprilgrap, want op 1 april bleek nadat de beelden van de wedstrijd werden vrijgegeven dat deze veelbesproken wedstrijd die door Luke Littler werd gewonnen, in tegenstelling wat veel mensen verwachtten geen dartwedstrijd was, maar een potje Jenga.[2][3][4]

- Library of Congress Control Number: sh2009007781
- Nationale Bibliotheek van Israël: 987007552380205171